# Agencja Wywiadu, Inwigilacji i Rozpoznania Sił Powietrznych

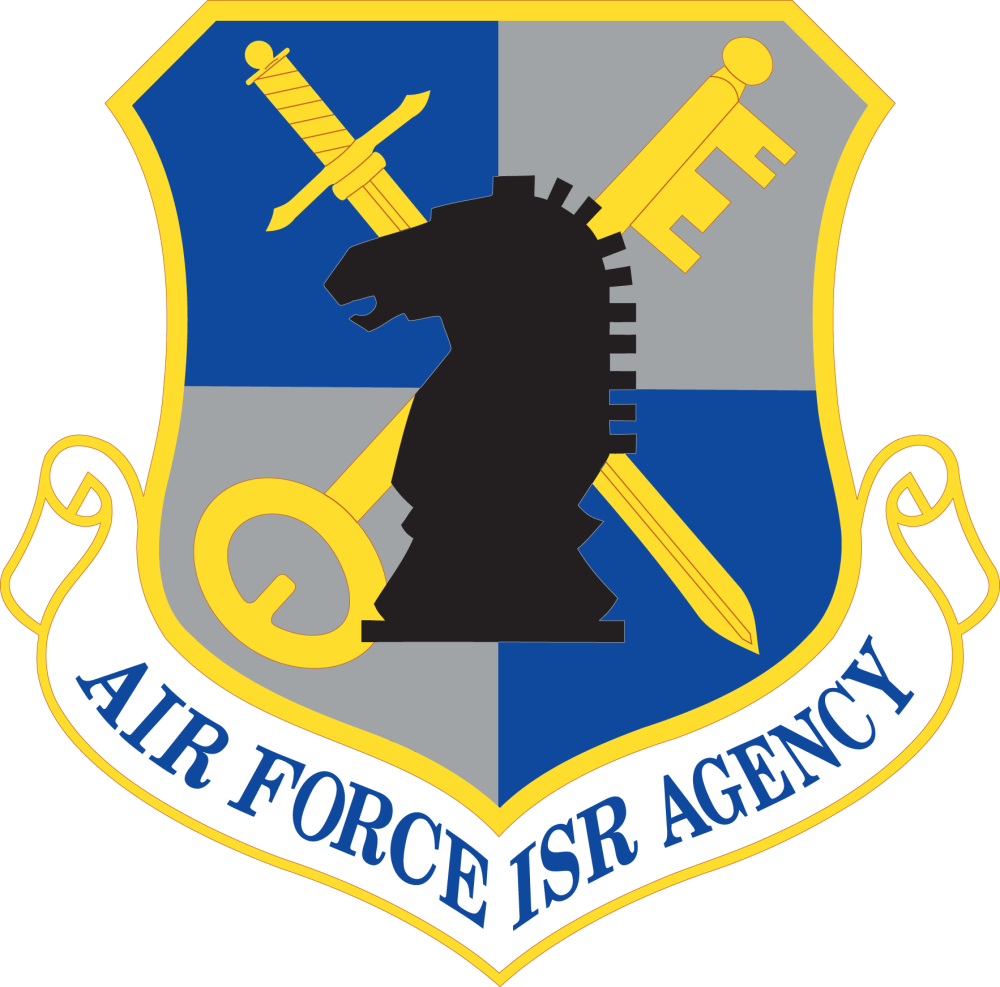
Godło wywiadu sił powietrznych

Agencja Wywiadu, Inwigilacji i Rozpoznania Sił Powietrznych, (ang.) The Air Force Intelligence, Surveillance, and Reconnaissance, w literaturze często Air Force ISR Agency lub AF ISR – amerykański komponent Sił Powietrznych, zapewniający realizację polityki, nadzór i wytyczne dla wszystkich organizacji wywiadu Sił Powietrznych USA. Wchodzi w skład Wspólnoty Wywiadowczej.
Agencja organizuje, szkoli, wyposaża i użytkuje siły do przeprowadzenia wywiadu, obserwacji i rozpoznania dla walczących dowódców i rządu. Jest odpowiedzialna za wdrożenie i nadzorowanie polityki i wskazań dotyczących ekspansji i rozszerzenia możliwości działania, aby sprostać obecnym i przyszłym wyzwaniom.
Dowódca Agencji jest jednocześnie członkiem Service Cryptologic Element w ramach NSA i nadzoruje sygnały działań wywiadowczych. Agencja zatrudnia ponad 19.000 wojskowych i cywilnych członków  w 72 lokalizacjach na całym świecie i wykorzystuje kilka oddziałów, w tym 70 i 480 Skrzydło Wywiadu, Inwigilacji i Rozpoznania (ISR Wing), 361 Grupę Wywiadu, Inwigilacji i Rozpoznania (ISR Group), Centrum Zastosowania Techniki Lotniczej (Air Force Technical Application Center) oraz Narodowe Centrum Wywiadu Lotniczego i Kosmicznego (National Air and Space Intelligence Center).

## Dowódcy Agencji
Dowódca Agencji jest jednocześnie zastępcą szefa sztabu do spraw Wywiadu, Inwigilacji i Rozpoznania (ISR):
- gen. por. Robert P. "Bob" Otto – od czerwca 2013, nadal[2]